# A nagy likvidátor
A nagy likvidátor vagy A furfangos részvényes (eredeti cím: Other People's Money) 1991-ben bemutatott amerikai romantikus filmvígjáték-dráma, melyet Norman Jewison rendezett. A forgatókönyvet Alvin Sargent írta, Jerry Sterner 1989-es Other People's Money című színdarabja alapján. A főbb szerepekben Danny DeVito, Gregory Peck és Penelope Ann Miller látható.
Az Amerikai Egyesült Államokban 1991. október 18-án mutatták be, vegyes kritikai fogadtatás mellett.

## Cselekmény
Lawrence „Larry, a Likvidátor” Garfield Wall Street-i tőzsdecápa, aki csődközeli állapotba került cégek felvásárlásából és feldarabolásából gazdagodott meg. Legújabb projektje a New England Drót és Kábel nevű cég megkaparintása, ám a cégvezető Andrew „Jorgy” Jorgenson nem könnyíti meg a dolgát. Jorgy segítségül felfogadja mostohalányát, a rámenős New York-i ügyvéd Kate-t, de a helyzetet bonyolítja, hogy Larry vonzódni kezd a nőhöz.

## Szereplők
| Színész             | Szerep                                  | Magyar hang     | Magyar hang    |
| Színész             | Szerep                                  | 1. szinkron     | 2. szinkron    |
| ------------------- | --------------------------------------- | --------------- | -------------- |
| Danny DeVito        | Lawrence „Larry, a Likvidátor” Garfield | Balázs Péter    | Kerekes József |
| Gregory Peck        | Andrew „Jorgy” Jorgenson                | Szabó Sándor    | Gruber Hugó    |
| Penelope Ann Miller | Kate Sullivan                           | Orosz Helga     | Mezei Kitty    |
| Piper Laurie        | Bea Sullivan                            | Géczy Dorottya  |                |
| Dean Jones          | Bill Coles                              | Varga T. József | Kőszegi Ákos   |
| R. D. Call          | Arthur                                  | Gesztesi Károly |                |
| Mo Gaffney          | Harriet                                 |                 |                |
| Tom Aldredge        | Ozzie                                   |                 |                |

## A film készítése
A film alapjául Jerry Sterner 1989-es Other People's Money című díjnyertes színdarabja szolgált. Sterner 325 ezer dollárért és százalékos részesedésért adta el a megfilmesítés jogát. Dustin Hoffman és Michelle Pfeiffer neve is felmerült, mint lehetséges főszereplő, de Hoffman a Billy Bathgate forgatása miatt nem volt elérhető. Így Danny DeVito lett a férfi főszereplő, Pfeiffer helyett pedig Penelope Ann Miller kapta a női főszerepet.

## Kritikai visszhang
A film átlagos, illetve közömbös kritikai fogadtatásra talált. Roger Ebert azonban négyből három csillagra értékelte a filmet, melyet „nagyon viccesnek, ugyanakkor borzasztóan érdekesnek” is tartott. A film befejezését mégis bírálta: „Nem tetszett a legutolsó jelenet. Egy olyan hollywoodi stúdió által hozzábiggyesztettnek, legyártottnak és kiagyaltnak érződött, mely reflexszerű módon próbál mindenáron mosolygós befejezést biztosítani – ami nem illett a film szellemiségéhez. Négycsillagos film, de a végső, döntő fontosságú jelenetben célt téveszt, ezért veszít fél csillagot”.

## Fordítás
- Ez a szócikk részben vagy egészben  az   Other People's Money című angol Wikipédia-szócikk ezen változatának fordításán alapul.  Az eredeti cikk szerkesztőit annak laptörténete sorolja fel. Ez a jelzés csupán a megfogalmazás eredetét és a szerzői jogokat jelzi, nem szolgál a cikkben szereplő információk forrásmegjelöléseként.